# Prix littéraires 2018
Liste de prix littéraires décernés au cours de l'année 2018 :

## Prix internationaux
- Prix Nobel de littérature : Olga Tokarczuk ( Pologne) - Prix annoncé exceptionnellement en octobre 2019 (l'Académie suédoise n'ayant pas pu décerner de prix en 2018 car elle était plongée dans un scandale d'agression sexuelle)
- Prix Nobel alternatif de littérature : Maryse Condé ( France)
- Prix Princesse des Asturies de littérature : Fred Vargas ( France)
- Prix Jean-Arp de littérature francophone :
- Prix des cinq continents de la francophonie : Jean Marc Turine ( Belgique) pour La Théo des fleuves
- Grand prix de littérature du Conseil nordique : Auður Ava Ólafsdóttir (Islande) pour Ör
- Grand prix littéraire d'Afrique noire : Timba Bema (Cameroun) pour Les Seins de l'amante et Gauz ( Côte d'Ivoire) pour Camarade Papa
- Prix international Booker : Olga Tokarczuk ( Pologne) pour Flights (Bieguni; Les Pérégrins)
- Prix littéraire international de Dublin : Mike McCormack ( Irlande) pour Solar Bones (D'os et de lumière)
- Prix Cervantes : Ida Vitale ( Uruguay)
- Prix Senghor du premier roman francophone et francophile : Francis Tabouret pour Traversée, éd. POL
- Prix Carbet de la Caraïbe et du Tout-Monde : Estelle-Sarah Bulle ( France) pour Là où les chiens aboient par la queue
- Neustadt International Prize for Literature : Edwidge Danticat (États-Unis)

## Allemagne
- Prix Georg-Büchner : Terézia Mora[1]
- Prix Kleist : Christoph Ransmayr[2]
- Prix Friedrich Hölderlin (Bad Homburg) : Daniel Kehlmann

## Belgique
- Prix Marcel Thiry : Chroniques d'une échappée belle de Luc Baba
- Prix Victor Rossel : La Vraie Vie d'Adeline Dieudonné
- Prix Filigranes : La Vraie Vie d'Adeline Dieudonné
- Prix Saga Café
- Prix Goncourt, le choix de la Belgique : Frère d'âme de David Diop

## Canada
- Grand prix du livre de Montréal : Marie-Claire Blais pour Une réunion près de la mer
- Prix Athanase-David : François Ricard
- Prix Giller : Esi Edugyan pour Washington Black
- Prix littéraire Québec-France Marie-Claire-Blais : Fils du feu de Guy Boley
- Prix littéraire France-Québec : Éric Plamondon pour Taqawan
- Prix littéraires du Gouverneur général 2018 :
  - Catégorie « Romans et nouvelles de langue anglaise » : Sarah Henstra pour The Red Word
  - Catégorie « Romans et nouvelles de langue française » : Karoline Georges pour De Synthèse
  - Catégorie « Poésie de langue anglaise » : Cecily Nicholson pour Wayside Sang
  - Catégorie « Poésie de langue française » : Michaël Trahan pour La Raison des fleurs
  - Catégorie « Théâtre de langue anglaise » : Jordan Tannahill pour Botticelli in the Fire & Sunday in Sodom
  - Catégorie « Théâtre de langue française » : Anne-Marie Olivier pour Venir au monde
  - Catégorie « Études et essais de langue anglaise » : Darrel J. McLeod pour Mamaskatch: A Cree Coming of Age (Mamaskatch, une initiation crie)
  - Catégorie « Études et essais de langue française » : Frédérick Lavoie pour Avant l’après : voyages à Cuba avec George Orwell
- Prix Robert-Cliche : Alice Guéricolas-Gagné pour Saint-Jambe

## Chili
- Prix national de littérature : Diamela Eltit

## Corée du Sud
- Prix Gongcho :
- Prix Jeong Ji-yong : Kim Kwang-kyu
- Prix de littérature contemporaine (Hyundae Munhak) :
  - Catégorie « Poésie » :
  - Catégorie « Roman » :
  - Catégorie « Critique » :
- Prix Manhae :
- Prix Park Kyung-ni : Richard Ford
- Prix Yi Sang :

## Danemark
- Prix Hans-Christian-Andersen : Eiko Kadono

## Espagne
- Prix Cervantes : Ida Vitale (Uruguay)
- Prix Nadal : Alejandro Palomas pour Los crímenes de Alicia
- Prix Planeta :
- Prix national des lettres espagnoles :
- Prix national de littérature narrative :
- Prix national de poésie :
- Prix national de la jeune poésie :
- Prix national de l'essai :
- Prix national de littérature dramatique :
- Prix national de littérature d'enfance et de jeunesse :
- Prix Adonáis de poésie :
- Prix Anagrama :
- Prix Loewe :
- Prix de la nouvelle courte Casino Mieres :
- Prix d'honneur des lettres catalanes :
- Prix national de littérature de la Generalitat de Catalogne :
- Journée des lettres galiciennes :
- Prix de la critique Serra d'Or :

## États-Unis
- National Book Awards : 
  - Catégorie « Fiction » : Sigrid Nunez pour L'Ami (The Friend)
  - Catégorie « Essais» : Jeffrey C. Stewart pour The New Negro: The Life of Alain Locke
  - Catégorie « Poésie » : Justin Phillip Reed pour Indedency
- Prix Hugo :
  - Prix Hugo du meilleur roman : Les Cieux pétrifiés (The Stone Sky) par N. K. Jemisin
  - Prix Hugo du meilleur roman court : Défaillances systèmes (All Systems Red) par Martha Wells
  - Prix Hugo de la meilleure nouvelle longue : La Vie secrète des bots (The Secret Life of Bots) par Suzanne Palmer (en)
  - Prix Hugo de la meilleure nouvelle courte : Welcome to your Authentic Indian Experience™ par Rebecca Roanhorse
  - Prix Hugo de la meilleure série littéraire : Cycle de Chalion (World of the Five Gods) par Lois McMaster Bujold
- Prix Locus :
  - Prix Locus du meilleur roman de science-fiction : L'Effondrement de l'empire (The Collapsing Empire) par John Scalzi
  - Prix Locus du meilleur roman de fantasy : Les Cieux pétrifiés (The Stone Sky) par N. K. Jemisin
  - Prix Locus du meilleur roman d'horreur : Le Changelin (The Changeling) par Victor LaValle
  - Prix Locus du meilleur roman pour jeunes adultes : Akata Warrior (Akata Warrior) par Nnedi Okorafor
  - Prix Locus du meilleur premier roman : The Strange Case of the Alchemist’s Daughter par Theodora Goss
  - Prix Locus du meilleur roman court : Défaillances systèmes (All Systems Red) par Martha Wells
  - Prix Locus de la meilleure nouvelle longue : The Hermit of Houston par Samuel R. Delany
  - Prix Locus de la meilleure nouvelle courte : L'Obélisque martien (The Martian Obelisk) par Linda Nagata
  - Prix Locus du meilleur recueil de nouvelles : Ursula K. Le Guin: The Hainish Novels and Stories par Ursula K. Le Guin
- Prix Nebula :
  - Prix Nebula du meilleur roman : Vers les étoiles (The Calculating Stars) par Mary Robinette Kowal
  - Prix Nebula du meilleur roman court : The Tea Master and the Detective par Aliette de Bodard
  - Prix Nebula de la meilleure nouvelle longue : The Only Harmless Great Thing par Brooke Bolander (en)
  - Prix Nebula de la meilleure nouvelle courte : The Secret Lives of the Nine Negro Teeth of George Washington par P. Djèlí Clark
  - Prix Nebula du meilleur scénario pour un jeu : Black Mirror: Bandersnatch par Charlie Brooker
- Prix Pulitzer :
  - Catégorie « Fiction » : Andrew Sean Greer pour Less (Les Tribulations d'Arthur Mineur)
  - Catégorie « Biographie et Autobiographie » : Caroline Fraser pour Prairie Fires: The American Dreams of Laura Ingalls Wilder
  - Catégorie « Essai » : James Forman Jr. pour Locking Up Our Own: Crime and Punishment in Black America
  - Catégorie « Histoire » : Jack E. Davis pour The Gulf: The Making of an American Sea
  - Catégorie « Poésie » : Frank Bidart pour Half-Light: Collected Poems 1965-2016
  - Catégorie « Théâtre » : Martyna Majok pour Cost of Living

## Finlande
- Prix Jarl-Hellemann :  Arto Schroderus, trad. d'Une vie comme les autres d'Hanya Yanagihara

## France
- Prix Femina : Le Lambeau de Philippe Lançon
  - Prix Femina étranger : La Neuvième Heure d'Alice McDermott
  - Prix Femina essai : Gaspard de la nuit d'Élisabeth de Fontenay
  - Prix Femina des lycéens : Je voudrais que la nuit me prenne d'Isabelle Desesquelles
  - Prix Femina spécial : Pierre Guyotat pour l'ensemble de son œuvre
- Prix Goncourt : Leurs enfants après eux de Nicolas Mathieu
  - Prix Goncourt du premier roman : Grand frère de Mahir Guven
  - Prix Goncourt des lycéens : Frère d'âme de David Diop
  - Prix Goncourt de la nouvelle : Microfictions 2018 de Régis Jauffret
  - Prix Goncourt de la poésie : Anise Koltz
  - Prix Goncourt de la biographie : Salinger intime de Denis Demonpion
  - Liste Goncourt : le choix polonais : Ça raconte Sarah de Pauline Delabroy-Allard
- Prix Hugues-Capet
- Prix Interallié : L'Hiver du mécontentement de Thomas B. Reverdy
- Prix Jean-Freustié : L'Année de l'Éducation sentimentale de Dominique Barbéris
- Prix Joseph-Kessel : Ils vont tuer Robert Kennedy de Marc Dugain
- Prix du Livre Inter : Fief de David Lopez
- Prix Médicis : Idiotie de Pierre Guyotat
  - Prix Médicis étranger : Le Mars Club de Rachel Kushner
  - Prix Médicis essai : Les Frères Lehman de Stefano Massini
- Prix Renaudot : Le Sillon de Valérie Manteau
  - Prix Renaudot essai : Avec toutes mes sympathies d'Olivia de Lamberterie
  - Prix Renaudot du livre de poche : Dieu, Allah, moi et les autres de Salim Bachi
  - Prix Renaudot des lycéens : La Vraie Vie d'Adeline Dieudonné
  - Prix Renaudot « spécial » : Le Lambeau de Philippe Lançon
- Grand prix du roman de l'Académie française : L'Été des quatre rois de Camille Pascal
- Prix Première Plume : La vraie vie, d'Adeline Dieudonné[3]
- Prix du premier roman français : Concours pour le Paradis de Clélia Renucci
- Prix du premier roman étranger : La Somme de nos folies de Shih-Li Kow
- Prix de l'Académie française Maurice-Genevoix (fondé en 2004) : Hortense et Marie. Une si belle amitié de Charles Dupêchez
- Prix Maurice-Genevoix : Ultimes messages d'amour de Jean Chalon
- Prix François-Mauriac de l'Académie française :
- Prix François-Mauriac de la région Aquitaine :
- Grand prix de la francophonie :
- Prix Anaïs-Nin : Vie de David Hockney de Catherine Cusset
- Prix Alexandre-Vialatte : Le Traquet kurde de Jean Rolin
- Prix André-Malraux du roman : Le monarque des ombres de Javier Cercas
- Prix André-Malraux de l'essai sur l'art : Quand la lumière devient couleur de Georges Roque
- Prix Décembre : François, portrait d'un absent de Michaël Ferrier
- Prix des Deux Magots : Les Vacances de Julie Wolkenstein
- Prix de Flore : Anatomie de l'amant de ma femme de Raphaël Rupert
- Prix Wepler : La Robe blanche de Nathalie Léger
  - Mention spéciale du Prix Wepler : Série noire de Bertrand Schefer
- Prix Fénéon : Ma dévotion de Julia Kerninon
- Prix France Culture-Télérama (Prix du roman des étudiants France Culture-Télérama) : Ça raconte Sarah de Pauline Delabroy-Allard
- Prix Landerneau des lecteurs : Chien-loup de Serge Joncour
- Prix de la BnF : Emmanuel Carrère
- Prix Boccace : Marie Frering pour L'Heure du poltron (éditions Lunatique)
- Prix Jean-Monnet de littérature européenne du département de la Charente :
- Grand prix Jean-Giono : Maîtres et Esclaves de Paul Greveillac
- Prix du Quai des Orfèvres : Tension extrême de Sylvain Forge
- Prix des Libraires : Légende d'un dormeur éveillé de Gaëlle Nohant
- Prix du roman Fnac : La Vraie Vie d'Adeline Dieudonné
- Prix Eugène-Dabit du roman populiste : Là où les chiens aboient par la queue d'Estelle-Sarah Bulle
- Grand prix RTL-Lire : Les Rêveurs d'Isabelle Carré
- Prix France Télévisions, catégorie roman : Le Bon Cœur de Michel Bernard
  - Prix France Télévisions, catégorie essai : En camping-car d'Ivan Jablonka
- Prix littéraire du Monde : À son image de Jérôme Ferrari
- Grand prix des lectrices de Elle :
  - Grand Prix du roman : La Salle de bal d'Anna Hope
  - Grand Prix du polar : Les Chemins de la haine d'Eva Dolan
  - Grand Prix du document : Les Passeurs de livres de Daraya : une bibliothèque secrète en Syrie de Delphine Minoui
- Prix Roman de l'été Femme actuelle :
  - Roman de l'été :
  - Polar de l'été :
  - Prix du Jury :
- Grand prix de l'Imaginaire :
  - Grand prix de l'Imaginaire « Roman francophone » : Toxoplasma de Sabrina Calvo
  - Grand prix de l'Imaginaire « Roman étranger» : L'Arche de Darwin de James Morrow
  - Grand prix de l'Imaginaire « Nouvelle francophone » : Serf-Made-Man ? ou la créativité discutable de Nolan Peskine d'Alain Damasio
  - Grand prix de l'Imaginaire « Nouvelle étrangère » : Danses aériennes de Nancy Kress
  - Grand prix de l'Imaginaire « Roman jeunesse francophone » : Sang maudit d'Ange
  - Grand prix de l'Imaginaire « Roman jeunesse étranger » : Les Cartographes de S. E. Grove
- Grand prix de poésie de la SGDL :
- Prix Rosny aîné « Roman » :
- Prix Rosny aîné « Nouvelle » :
- Prix Russophonie : Yvan Mignot pour sa traduction de Œuvres : 1919-1922 de Velimir Khlebnikov, (Éditions Verdier)  (ISBN 2864329204)
- Feuille d'or de la ville de Nancy : Leurs enfants après eux de Nicolas Mathieu
- Prix Octave-Mirbeau :
- Grand prix de la ville d'Angoulême : Richard Corben
- Fauve d'or : prix du meilleur album : La Saga de Grimr de Jérémie Moreau
- Prix littéraire des grandes écoles :
- Prix Marguerite-Yourcenar : Jean Echenoz pour l'ensemble de son œuvre
- Prix Heredia : Jean-Charles Vegliante pour Où nul ne veut se tenir
- Prix Stanislas du premier roman : Estelle-Sarah Bulle pour Là où les chiens aboient par la queue
- Prix Orange du Livre : Joachim Schnerf pour Cette nuit
- Prix Amerigo-Vespucci : Séquoias de Michel Moutot
  - Prix Amérigo-Vespucci Jeunesse : Buffalo Bill de Thaï Marc Le Thanh et Lucie Piketty (ill.)

## Italie
- Prix Strega : Helena Janeczek, La ragazza con la Leica (Guanda)
  - Prix Strega européen : Fernando Aramburu (Espagne) pour Patria (Guanda)
- Prix Bagutta : Helena Janeczek, La ragazza con la Leica (Guanda)
- Prix Bagutta de la première œuvre : Roberto Venturini, Tutte le ragazze con una certa cultura hanno almeno un poster di un quadro di Schiele appeso in camera (SEM)
- Prix Bancarella : Dolores Redondo, Tutto questo ti darò (Dea Planeta)
- Prix Brancati :
  - Fiction : Michele Mari, Leggenda privata (Einaudi)
  - Poésie : Franco Arminio (it), Cedi la strada agli alberi (Chiarelettere)
  - Jeunes : Nicola H. Cosentino, Vita e morte delle aragoste (Voland)
- Prix Campiello : Rosella Postorino pour Le assaggiatrici
  - Prix Campiello de la première œuvre : Valerio Valentini pour Gli 80 di Campo Rammaglia
  - Prix de la Fondation Campiello : Marta Morazzoni
  - Prix Campiello Giovani : Elettra Solignani pour Con i mattoni
- Prix Malaparte : Richard Ford
- Prix Napoli : Giorgio Falco (it), Ipotesi di una sconfitta (Einaudi)
  - Fiction : Giorgio Falco (it), Ipotesi di una sconfitta (Einaudi)
  - Poésie : Guido Mazzoni pour La pura superficie (Donzelli)
  - Essai : Francesco Merlo (it) pour Sillabario dei malintesi (Marsilio)
- Prix Stresa : Carolina Orlandi pour Se tu potessi vedermi (Mondadori)
- Prix Viareggio :
  - Roman (ex æquo) : Fabio Genovesi, Il mare dove non si tocca (Mondadori) et Giuseppe Lupo (it), Gli anni del nostro incanto (Marsilio)
  - Essai : Guido Melis (it), La macchina imperfetta. Immagine e realtà dello Stato fascista (Il Mulino)
  - Poésie : Roberta Dapunt (it), Sincope (Einaudi)
- Prix Scerbanenco : Patrick Fogli (it) - A chi appartiene la notte (Baldini + Castoldi)
- Prix Raymond-Chandler : Jo Nesbø
- Prix Pozzale Luigi Russo :
  - Donatella Di Cesare, Stranieri residenti. Una filosofia della migrazione, Bollati e Boringhieri, Torino, 2017
  - Giorgio Falco, Ipotesi di una sconfitta, Einaudi, Torino, 2017
  - Rosella Postorino, Le assaggiatrici, Feltrinelli, Milano, 2018.

## Japon
- Prix Akutagawa :

## Monaco
- Prix Prince Pierre de Monaco : Maurizio Serra

## Royaume-Uni
- Prix Booker : Anna Burns pour Milkman
- Prix James-Tait-Black :
  - Fiction : Olivia Laing pour Crudo
  - Biographie : Lindsey Hilsum pour In Extremis: The Life and Death of the War Correspondent Marie Colvin
  - Théâtre : Clare Barron pour Dance Nation
- Women's Prize for Fiction : Kamila Shamsie pour Home Fires

## Russie
- Prix Bolchaïa Kniga :

## Suisse
- Prix Jan-Michalski de littérature : Olga Tokarczuk[4] (Pologne) pour son roman Les livres de Jakób (Noir sur Blanc, 2018)
- Prix Michel-Dentan :
- Prix du roman des Romands :
- Prix Schiller :
- Prix Ahmadou-Kourouma : Wilfried N'Sondé pour Un océan, deux mers, trois continents (éditions Actes Sud)